# Notiphila nigra
Notiphila nigra är en tvåvingeart som först beskrevs av Robineau-desvoidy 1830.  Notiphila nigra ingår i släktet Notiphila och familjen vattenflugor.
Artens utbredningsområde är Frankrike. Inga underarter finns listade i Catalogue of Life.